# Pirata aspirans
Pirata aspirans är en spindelart som beskrevs av Chamberlin 1904. Pirata aspirans ingår i släktet Pirata och familjen vargspindlar. Inga underarter finns listade i Catalogue of Life.